# Скулени (Јаши)
Скулени (рум. Sculeni) насеље је у Румунији у округу Јаши у општини Викторија. Oпштина се налази на надморској висини од 42 m.

## Становништво
Према подацима из 2002. године у насељу је живело 357 становника, од којих су сви румунске националности.